# Bahnhof Berlin-Frohnau
Der Bahnhof Berlin-Frohnau ist ein Bahnhof der S-Bahn an der Berliner Nordbahn. Er liegt im Zentrum des Berliner Ortsteils Frohnau (Bezirk Reinickendorf). Von seiner Eröffnung bis zum 31. Januar 1938 trug er den Namen Frohnau (Mark). Nächster Bahnhof nördlich ist der Bahnhof Hohen Neuendorf, in Richtung Süden der Bahnhof Hermsdorf.
Zum S-Bahnhof gehört eine Abstell- und Kehranlage, diese befindet sich nördlich des Bahnsteigs auf der ehemaligen Trasse der Fernbahngleise. Ebenfalls nördlich des Bahnhofs wird die S-Bahn-Strecke eingleisig.
Der Bahnsteig hat am nördlichen Ende einen Zugang. Dieser führt durch das Bahnhofsgebäude auf die Südseite der Frohnauer Brücke sowie zum Ludolfingerplatz westlich der Bahntrasse, hier befinden sich Fahrradabstellplätze und Kurzzeitparkplätze. Ein Aufzug ermöglicht den barrierefreien Zugang zum Bahnsteig. Östlich der Bahnstrecke liegt der Zeltinger Platz, dort ist ein Taxiplatz angelegt. An beiden Plätzen befinden sich zudem Bushaltestellen.

## Geschichte

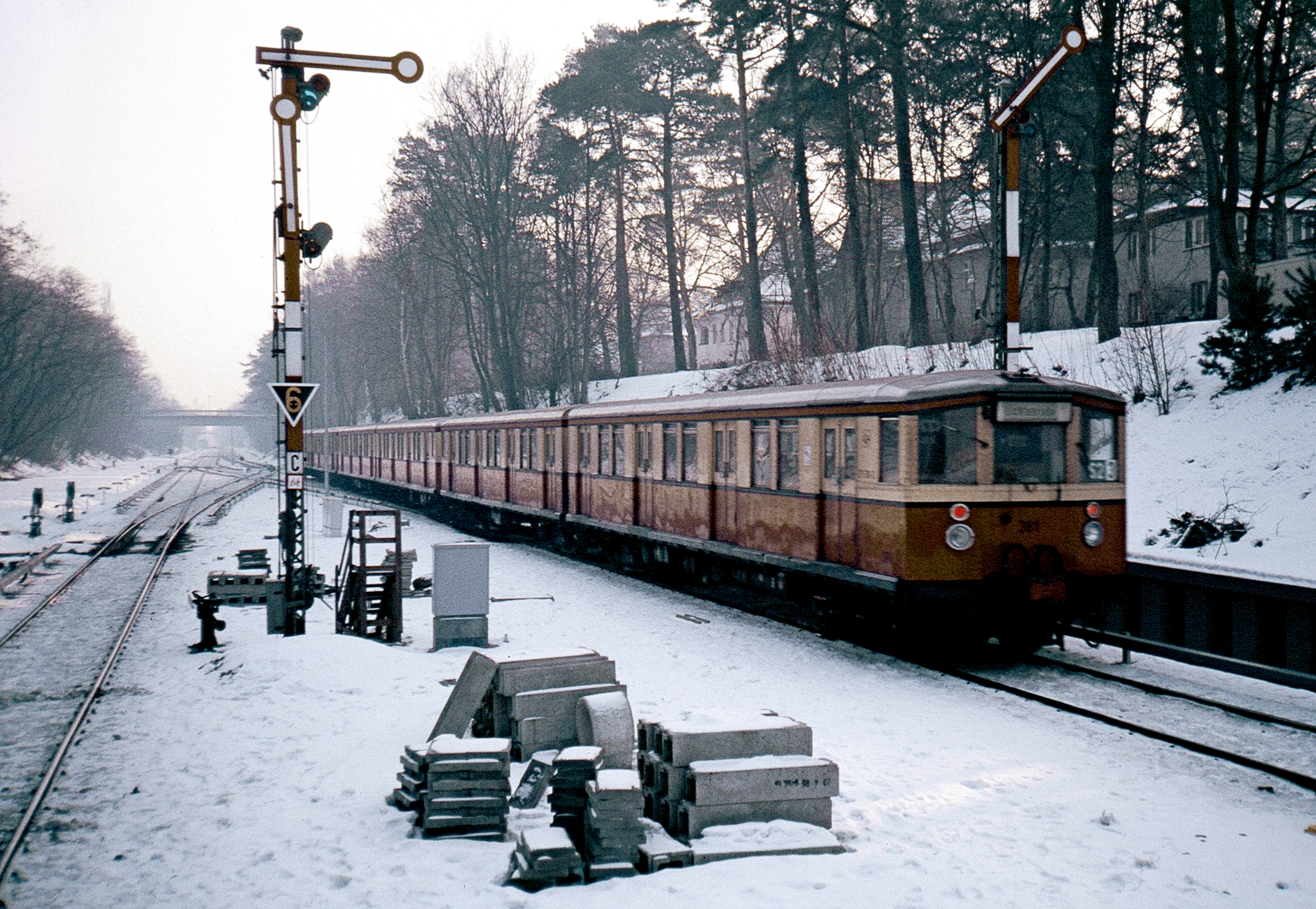
Südlicher Bahnhofskopf mit Zug der Bauart ET 165 der BVG, 1987

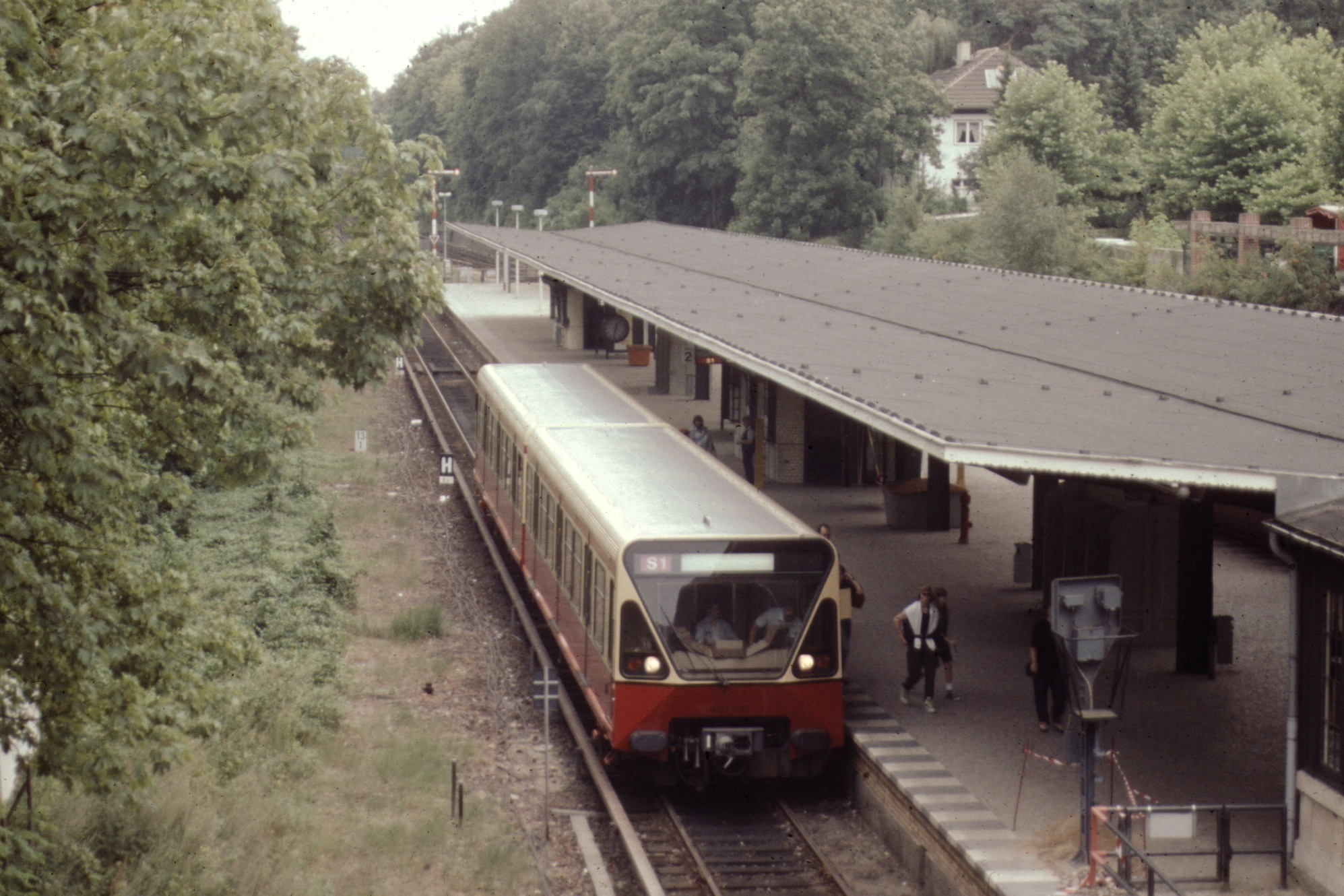
Blick von der Frohnauer Brücke auf die tiefer gelegenen Bahnsteige, BVG-Zug der Baureihe 480, 1991

Das Bahnhofsgebäude mit dem tiefgelegenen Bahnsteig ließ die Eisenbahndirektion Berlin 1908–1910 ebenfalls nach einem Entwurf der Architektengemeinschaft Gustav Hart & Alfred Lesser (Hart & Lesser) errichten. Die Berliner Terrain-Centrale, die damals Frohnau als neues Siedlungsgebiet erschloss, leistete einen Baukostenzuschuss von 30.000 Mark (kaufkraftbereinigt in heutiger Währung: rund 212.000 Euro) und übernahm die Betriebskosten für vier Jahre. Schon lange vor der Gründung Frohnaus verkehrte hier seit 1877 die Nordbahn zwischen Berlin und Stralsund. Ab 1891 wurde sie zweigleisig ausgebaut. An der Stelle des heutigen Bahnhofs Frohnau stand ein Bahnwärterhäuschen. Die nächsten Stationen waren Hermsdorf im Süden und Stolpe im Norden (der Bahnhof Stolpe lag unmittelbar nördlich der heutigen Invalidensiedlung und wurde 1924 geschlossen). Bei der Anlegung der Frohnauer Brücke im Jahre 1909 legte man die Bahngleise tiefer, schüttete die Umgebung auf und baute die Straßenbrücke als Verbindung der beiderseits der Bahn gebauten Ortsteile. Am 1. Mai 1910 wurde der neue Bahnhof Frohnau eingeweiht; es wurden 1640 Besucher gezählt. Am 1. April 1925 trat an der Stelle der Dampfzüge die elektrische S-Bahn nach Oranienburg.
Nach 1945 wurde der Abschnitt Wilhelmsruh–Birkenwerder auf je ein Gleis für Fern- und S-Bahn reduziert. Da entlang der Strecke keine Kreuzungsmöglichkeiten zur Verfügung standen, konnten die Züge zunächst nur im Stundentakt verkehren. Erst 1948 wurde der Takt durch zwei neu eingerichtete Kreuzungsbahnhöfe in Waidmannslust und Frohnau auf 20 Minuten verdichtet. Nach 1952 wurde zudem der Fernverkehr im Berliner Raum aufgegeben, da sich die Strecke nun im Westteil der Stadt befand, die Gleise wurden allerdings nicht für den Ausbau der S-Bahn-Strecke verwendet.

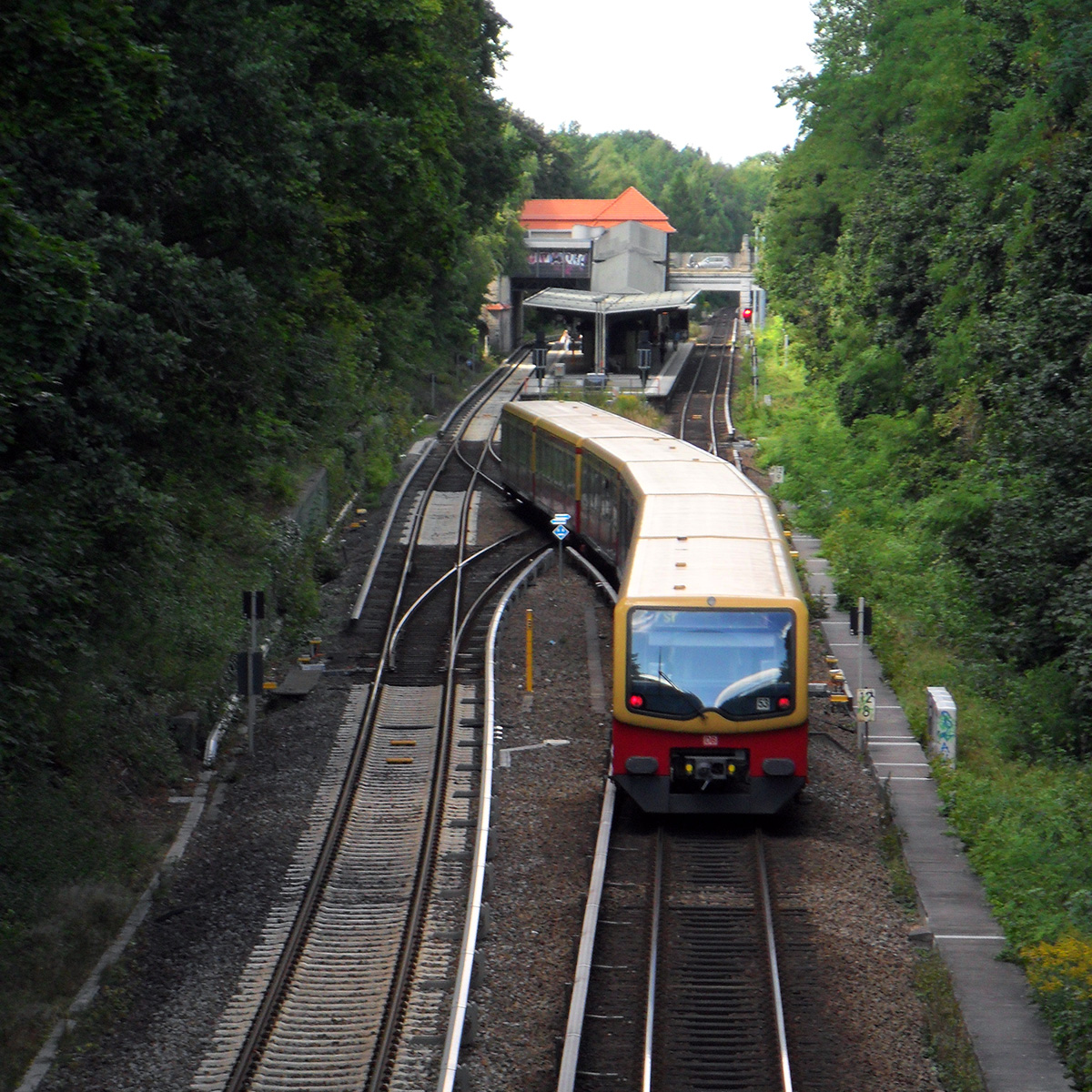
Einfahrender Zug der Baureihe 481

Beim Bau der Berliner Mauer 1961 wurde die S-Bahn-Strecke zwischen den Bahnhöfen Frohnau und Hohen Neuendorf unterbrochen. Trotz der schrumpfenden Fahrgastzahlen infolge des nach 1961 einsetzenden S-Bahn-Boykotts wurde der Betrieb entlang der Nordbahn aufrechterhalten und sogar nach dem Reichsbahnerstreik 1980 fortgeführt. Erst mit Übernahme der Betriebsrechte durch die BVG am 9. Januar 1984 wurde der Betrieb eingestellt. Da sich die Fahrgäste nach der Übernahme mit massiven Protesten für einen Betrieb aussprachen, wurde er bereits am 1. Oktober 1984 wieder aufgenommen. Dieser hielt allerdings nur bis zum Mai 1986 an, die Strecke wurde daraufhin umfassend saniert und das zweite Streckengleis durchgängig wiederhergestellt. Am 22. Dezember 1986 waren die Arbeiten abgeschlossen. Zwischen 1984 und 1986 wurden darüber hinaus die Reiseverkehrsanlagen des Bahnhofs renoviert.
Nach der deutschen Wiedervereinigung erfolgte der Lückenschluss über die West-Berliner Stadtgrenze zwischen Frohnau und Hohen Neuendorf, zunächst eingleisig mit Option auf Wiederaufbau des zweiten Gleises, sodass seit 31. Mai 1992 wieder durchgehender S-Bahn-Betrieb auf der Nordbahn nach Oranienburg möglich ist. Im Jahr 2010 wurde das Bahnhofsgebäude im Rahmen des Konjunkturpaketes I der Bundesrepublik Deutschland energetisch saniert, der Energieverbrauch wurde dadurch um 41 Prozent gesenkt.

## Anbindung
Der Bahnhof wird von den S-Bahn-Linien S1 und S85 bedient. Es gibt Umsteigemöglichkeiten zu den Omnibuslinien 220, 125 und N20 der BVG sowie zur Linie 806 der OVG an den Plätzen am Bahnhof.
Im Tagesverkehr ist der Bahnhof Endpunkt jedes zweiten Zuges der Linie S1 aus Wannsee, sodass bis hierher ein Zehn- und weiter in Richtung Oranienburg ein Zwanzigminutentakt besteht.
| Linie | Verlauf |
| ----- | --- |
|       | Oranienburg – Lehnitz – Borgsdorf – Birkenwerder – Hohen Neuendorf – Frohnau – Hermsdorf – Waidmannslust – Wittenau (Wilhelmsruher Damm) – Wilhelmsruh – Schönholz – Wollankstraße – Bornholmer Straße – Gesundbrunnen – Humboldthain – Nordbahnhof – Oranienburger Straße – Friedrichstraße – Brandenburger Tor – Potsdamer Platz – Anhalter Bahnhof – Yorckstraße (Großgörschenstraße) – Julius-Leber-Brücke – Schöneberg – Friedenau – Feuerbachstraße – Rathaus Steglitz – Botanischer Garten – Lichterfelde West – Sundgauer Straße – Zehlendorf – Mexikoplatz – Schlachtensee – Nikolassee – Wannsee |
|       | Frohnau – Hermsdorf – Waidmannslust – Wittenau (Wilhelmsruher Damm) – Wilhelmsruh – Schönholz – Wollankstraße – Bornholmer Straße – Schönhauser Allee – Prenzlauer Allee – Greifswalder Straße – Landsberger Allee – Storkower Straße – Frankfurter Allee – Ostkreuz – Treptower Park – Plänterwald – Baumschulenweg – Schöneweide (– Johannisthal – Adlershof – Grünau) |